# Jardín Etnobotánico
El jardín etnobotánico es un jardín botánico que tiene como objetivo, el de acoger las plantas que tienen una estrecha relación con el hombre y la mujer en su contexto sociocultural. Es un escaparate pedagógico para los cereales, berzas, plantas aromáticas, medicinales, plantas tintoreras y de uso artesanal, que cultivadas desde el Neolítico constituyen las colecciones que se pueden exhibir.